# Joakim Mæhle
Joakim Mæhle, né le 20 mai 1997 à Østervrå au Danemark, est un footballeur international danois. Il évolue au poste d'arrière droit au VfL Wolfsburg.

## Biographie

### Carrière en club

#### Aalborg BK
Mæhle signe son premier contrat professionnel avec l'Aalborg BK le 10 juin 2016
Il fait ses débuts en faveur de l'AaB le 7 août 2016, remplaçant Thomas Enevoldsen à la 89e minute contre le FC Nordsjælland en première division danoise
Le 11 novembre 2016, il signe un nouveau contrant allant jusqu'en 2020.

#### KRC Genk
Le 9 mai 2017, Aalborg officialise le transfert de Joakim Mæhle au KRC Genk. Le 11 septembre 2019, il prolonge son contrat jusqu'en juin 2023. Il est sacré champion de Belgique en 2019.
Avec Genk, il participe à la Ligue Europa lors de la saison 2018-2019. Son équipe s'incline en seizièmes de finale face au Slavia Prague. La saison suivante, il découvre la Ligue des champions. Il joue à cet effet six matchs en phase de groupe, avec un résultat peu reluisant d'un nul et cinq défaites.

#### Atalanta Bergame
Le 22 décembre 2020, est annoncé le transfert de Joakim Mæhle à l'Atalanta Bergame. Il est officiellement présenté en janvier 2021. 
Il joue son premier match sous ses nouvelles couleurs face au Parme Calcio le 6 janvier 2021, en Serie A (victoire 3-0 de l'Atalanta).
Mæhle inscrit son premier but pour l'Atalanta le 9 janvier 2022, à l'occasion d'une rencontre de Serie A contre l'Udinese Calcio. Il est titularisé et participe à la victoire de son équipe par six buts à deux.

#### VfL Wolfsburg
Le 12 août 2023, Joakim Mæhle rejoint l'Allemagne afin de s'engager en faveur du VfL Wolfsburg. Il signe un contrat de quatre ans, soit jusqu'en juin 2027.
Mæhle inscrit son premier but pour Wolfsburg le 16 septembre 2023, à l'occasion d'une rencontre de Bundesliga contre le 1. FC Union Berlin. Il est titularisé et participe à la victoire de son équipe par deux buts à un. Le 2 mars 2024 il marque son deuxième but pour Wolfsburg contre le VfB Stuttgart, en championnat. Son équipe est toutefois battue par trois buts à deux.

### En sélection
Joakim Maehle reçoit une sélection en équipe du Danemark des moins de 20 ans en 2017, et sept sélections en équipe du Danemark espoirs de 2017 à 2019. Avec les espoirs, il participe au championnat d'Europe espoirs en 2019. Lors de cette compétition organisée en Italie, il joue deux matchs. Il se met en évidence en inscrivant un doublé face à l'Autriche, puis une passe décisive contre la Serbie. Malgré un bilan honorable de deux victoires et une défaite, le Danemark ne dépasse pas le premier tour du tournoi.
Il joue pour la première fois en équipe du Danemark le 5 septembre 2020, lors d'un match contre la Belgique, pour le compte de la Ligue des nations de l'UEFA (défaite 0-2). Il inscrit son premier but en sélection lors de son deuxième match, le 7 octobre 2020, en amical face aux Îles Féroé. Il est titularisé au poste d'arrière gauche ce jour-là et inscrit le troisième but des siens. Les Danois s'imposent largement par quatre buts à zéro.
En mai 2021, il est convoqué par Kasper Hjulmand, le sélectionneur de l'équipe nationale du Danemark, dans la liste des 26 joueurs danois retenus pour participer à l'Euro 2020,. Mæhle fait forte impression lors de ce tournoi où il est considéré comme l'une des révélations en inscrivant notamment deux buts : face à la Russie au premier tour et face au Pays de Galles en 1/8e de finale.
Le 7 novembre 2022, il est sélectionné par Kasper Hjulmand pour participer à la Coupe du monde 2022.
Le 30 mai 2024, Mæhle figure dans la liste des 26 joueurs danois retenus par Kasper Hjulmand pour participer à l'Euro 2024,.

## Statistiques

### En club
Le tableau ci-dessous retrace la carrière de Joakim Mæhle depuis ses débuts :

| Saison                | Club                  | Championnat           | Championnat | Championnat | Championnat | Coupe(s) nationale(s) | Coupe(s) nationale(s) | Coupe(s) nationale(s) | Compétition(s) continentale(s) | Compétition(s) continentale(s) | Compétition(s) continentale(s) | Compétition(s) continentale(s) | Total | Total | Total |
| Saison                | Club                  | Division              | M.          | B.          | P.d.        | M.                    | B.                    | P.d.                  | Comp.                          | M.                             | B.                             | P.d.                           | M.    | B.    | P.d.  |
| 2016-2017             | Aalborg BK            | Superliga             | 22          | 1           | 3           | 3                     | 0                     | 1                     | -                              | -                              | -                              | -                              | 25    | 1     | 4     |
| Sous-total            | Sous-total            | Sous-total            | 22          | 1           | 3           | 3                     | 0                     | 1                     | -                              | -                              | -                              | -                              | 25    | 1     | 4     |
| 2017-2018             | KRC Genk              | Division 1A           | 25          | 0           | 4           | 2                     | 0                     | 0                     | -                              | -                              | -                              | -                              | 27    | 0     | 4     |
| 2018-2019             | KRC Genk              | Division 1A           | 39          | 3           | 6           | 2                     | 1                     | 0                     | C3                             | 13                             | 0                              | 4                              | 54    | 4     | 10    |
| 2019-2020             | KRC Genk              | Division 1A           | 25          | 0           | 4           | 2                     | 1                     | 0                     | C1                             | 6                              | 0                              | 0                              | 33    | 1     | 4     |
| 2020-2021             | KRC Genk              | Division 1A           | 16          | 1           | 4           | 0                     | 0                     | 0                     | -                              | -                              | -                              | -                              | 16    | 1     | 4     |
| Sous-total            | Sous-total            | Sous-total            | 105         | 4           | 18          | 6                     | 2                     | 0                     | -                              | 19                             | 0                              | 4                              | 130   | 6     | 22    |
| 2020-2021             | Atalanta Bergame      | Serie A               | 20          | 0           | 2           | 3                     | 0                     | 0                     | C1                             | 2                              | 0                              | 0                              | 25    | 0     | 2     |
| 2021-2022             | Atalanta Bergame      | Serie A               | 26          | 1           | 1           | 1                     | 1                     | 0                     | C1+C3                          | 5+3                            | 0+1                            | 1+0                            | 35    | 3     | 2     |
| 2022-2023             | Atalanta Bergame      | Serie A               | 34          | 3           | 3           | 2                     | 0                     | 0                     | -                              | -                              | -                              | -                              | 36    | 3     | 3     |
| Sous-total            | Sous-total            | Sous-total            | 80          | 4           | 6           | 6                     | 1                     | 0                     | -                              | 10                             | 1                              | 1                              | 96    | 6     | 7     |
| 2023-2024             | VfL Wolfsburg         | Allemagne             | 30          | 2           | 3           | 3                     | 0                     | 0                     | -                              | -                              | -                              | -                              | 33    | 2     | 3     |
| 2024-2025             | VfL Wolfsburg         | Allemagne             | 28          | 3           | 4           | 3                     | 0                     | 0                     | -                              | -                              | -                              | -                              | 31    | 3     | 4     |
| Sous-total            | Sous-total            | Sous-total            | 58          | 5           | 7           | 6                     | 0                     | 0                     | -                              | -                              | -                              | -                              | 64    | 5     | 7     |
| Total sur la carrière | Total sur la carrière | Total sur la carrière | 265         | 15          | 34          | 21                    | 3                     | 1                     | -                              | 29                             | 1                              | 5                              | 315   | 19    | 40    |

### En sélection
| Saison                | Sélection             | Phases finales        | Phases finales | Phases finales | Phases finales | Éliminatoires | Éliminatoires | Éliminatoires | Matchs amicaux | Matchs amicaux | Matchs amicaux | Total | Total | Total |
| Saison                | Sélection             | Compétition           | M              | B              | Pd             | M             | B             | Pd            | M              | B              | Pd             | M     | B     | Pd    |
| --------------------- | --------------------- | --------------------- | -------------- | -------------- | -------------- | ------------- | ------------- | ------------- | -------------- | -------------- | -------------- | ----- | ----- | ----- |
| 2020-2021             | Danemark              | Euro 2020             | 6              | 2              | 1              | 6             | 1             | 0             | 4              | 1              | 1              | 16    | 4     | 2     |
| 2021-2022             | Danemark              | -                     | -              | -              | -              | 11            | 4             | 2             | 2              | 1              | 1              | 13    | 5     | 2     |
| 2022-2023             | Danemark              | Coupe du monde 2022   | 3              | 0              | 0              | 5             | 0             | 1             | -              | -              | -              | 8     | 0     | 1     |
| 2023-2024             | Danemark              | -                     | -              | -              | -              | 5             | 2             | 1             | 1              | 0              | 0              | 1     | 1     | 0     |
| Total sur la carrière | Total sur la carrière | Total sur la carrière | 9              | 2              | 1              | 27            | 7             | 4             | 7              | 2              | 2              | 43    | 11    | 7     |

#### Buts internationaux
| Buts en sélection de Joakim Mæhle | Buts en sélection de Joakim Mæhle | Buts en sélection de Joakim Mæhle       | Buts en sélection de Joakim Mæhle | Buts en sélection de Joakim Mæhle | Buts en sélection de Joakim Mæhle | Buts en sélection de Joakim Mæhle | Buts en sélection de Joakim Mæhle | Buts en sélection de Joakim Mæhle |
|                                   | Date                              | Lieu                                    | Adversaire                        | Résultat                          | Compétition                       | Détails                           | Détails                           | Sel.                              |
| --------------------------------- | --------------------------------- | --------------------------------------- | --------------------------------- | --------------------------------- | --------------------------------- | --------------------------------- | --------------------------------- | --------------------------------- |
| 1.                                | 7 octobre 2020                    | MCH Arena, Herning, Danemark            | Îles Féroé                        | 4 - 0                             | Match amical                      | 3 - 0                             | 32e                               | 2e                                |
| 2.                                | 31 mars 2021                      | Stade Ernst-Happel, Vienne, Autriche    | Autriche                          | 0 - 4                             | Éliminatoires Coupe du monde 2022 | 0 - 2                             | 63e                               | 8e                                |
| 3.                                | 21 juin 2021                      | Parken Stadium, Copenhague, Danemark    | Russie                            | 1 - 4                             | Euro 2020                         | 1 - 4                             | 82e                               | 13e                               |
| 4.                                | 26 juin 2021                      | Johan Cruyff Arena, Amsterdam, Pays-Bas | Pays de Galles                    | 0 - 4                             | Euro 2020                         | 0 - 3                             | 88e                               | 14e                               |
| 5.                                | 1er septembre 2021                | Parken Stadium, Copenhague, Danemark    | Écosse                            | 2 - 0                             | Éliminatoires Coupe du monde 2022 | 2 - 0                             | 15e                               | 17e                               |
| 6.                                | 9 octobre 2021                    | Zimbru Stadium, Chișinău, Moldavie      | Moldavie                          | 0 - 4                             | Éliminatoires Coupe du monde 2022 | 0 - 4                             | 44e                               | 20e                               |
| 7.                                | 12 octobre 2021                   | Parken Stadium, Copenhague, Danemark    | Autriche                          | 1 - 0                             | Éliminatoires Coupe du monde 2022 | 1 - 0                             | 53e                               | 21e                               |
| 8.                                | 12 novembre 2021                  | Parken Stadium, Copenhague, Danemark    | Îles Féroé                        | 3 - 1                             | Éliminatoires Coupe du monde 2022 | 3 - 1                             | 90+3e                             | 22e                               |
| 9.                                | 29 mars 2022                      | Parken Stadium, Copenhague, Danemark    | Serbie                            | 3 - 0                             | Match amical                      | 1 - 0                             | 15e                               | 25e                               |
| 10.                               | 7 septembre 2023                  | Parken Stadium, Copenhague, Danemark    | Autriche                          | 4 - 0                             | Éliminatoires Euro 2024           | 2 - 0                             | 28e                               | 38e                               |
| 11.                               | 17 novembre 2023                  | Parken Stadium, Copenhague, Danemark    | Slovénie                          | 2 - 1                             | Éliminatoires Euro 2024           | 1 - 0                             | 26e                               | 42e                               |

## Palmarès

### En club
KRC Genk
- Championnat de Belgique (1) :
  - Champion en 2019